# 神仙谷事件
《客家電視電影院-神仙谷事件》，2011年製作的台灣電視電影，為客家電視台首部偵探推理電視電影，大砌創媒有限公司製作，由張書偉、許仁杰、高靖榕、陸明君、羅北安、朱陸豪、林孟瑾、鍾瑶主演。2011年9月20日開鏡，2011年10月殺青。本劇2012年3月3日上檔。

## 劇情大綱
不分種族、黨派，在聖地神仙谷，貪婪才是真正的外人。
齊教授為首的尋寶隊找尋傳聞中光緒年間客家人與臺灣原住民從日軍手中奪來的軍餉，讓贊助者長谷川千代以重金引誘地陪劉聰桂領他們進入禁地。多年後，小地陪成了地方士紳，在神仙谷蓋起溫泉渡假中心，檯面上意圖振興觀光回饋鄉里，私下卻聚集當年尋寶團的成員，圖謀不軌。
葉曉風研究家鄉神仙谷的論文遭齊教授以抄襲之名退件，失落返鄉，巧遇神仙谷渡假中心試營運招募員工，便與妹妹葉香君及來訪的同學許誌剛三人前去渡假中心打工。試營運記者會還沒結束，插在廚房的番刀與地上血紅的「死」字引發騷動；渡假中心由上到下無不想息事寧人掩蓋消息，不料這只是開端，留在旅館內過夜的貴賓一個一個死去。
這是違背百年前盟約造成的詛咒？還是貪婪種下的惡果？
位於台灣中部山區的神仙谷，由於險峻山景，長達150公尺壯觀吊橋，像極了傳說中神仙居住的山谷而得名。然而，鮮少有人知道，這個地方曾經因為死太多遊客而遭封閉、禁止進入。原來，這個地方以前是原住民泰雅族人的祖墳。於是，便開始有個傳說，說這些人是因為侵入聖地觸怒祖靈而喪命。
就讀大學客家文化研究所的小風，因發表了一篇有關日治時代客家人私藏軍事秘寶的論文，被齊教授以抄襲為由，慘遭退學。只好假裝學校休假回到開旅館的老家－一個名叫神仙谷的美麗地方。
與父親關係不好的他，因為擔心妹妹阿香的新工作環境，便相約一起到附近新開發的大型溫泉渡假村應徵工作，這時卻來了個不速之客，他的研究所同學阿剛。為了怕阿剛向父親告狀自己被退學的消息，小風只好答應帶著阿剛一起去渡假村打工。而剛上工的第一天，就又意外碰上了隔天要試住的貴賓之一，也正是渡假村老闆在美國念醫學院的美麗千金劉沛瑄。
渡假村開發集團的總裁劉聰桂是個當地人，在外地賺大錢之後，希望回來帶入觀光客資源，豐富地方經濟，並提供當地就業機會。但是這個計劃案不但受到當地人反對抗議，甚至還有媒體影射渡假村不合法。於是劉聰桂便想出邀請一些政商人士來渡假村試住以吸引投資的辦法。
隔天試住活動舉辦了盛大的記者會，吸引了眾多媒體及各界貴賓。獲選試住的VIP形形色色，有名下擁有許多百貨公司的日籍名媛長谷川千代、報導渡假村違法的記者趙文嘉、他的女伴Ｂ咖女星娜娜、總裁劉聰桂的女兒劉沛瑄，還有客家歷史權威、也是當掉小風的研究所教授——齊教授。讓小風感到好奇的是，這群看似不相關的人，竟然似乎彼此認識。
隔天，露天浴池中有一名被發現慘遭殺害的浮屍！小風等人隱約覺得，這次的溫泉度假村試住活動似乎不單純；但他們尚未察覺的是，這其實只是一連串殺人事件的序幕而已……

## 播出時間
以下時間以當地時間（台灣時間）為準

### 首播
| 片名       | 頻道       | 所在地 | 播放日期及時間                 |
| ---------- | ---------- | ------ | ------------------------------ |
| 神仙谷事件 | 客家電視台 | 臺灣   | 2012年3月3日 每週六 22：30播出 |

### 重播
| 片名       | 頻道       | 所在地 | 播放日期及時間              |
| ---------- | ---------- | ------ | --------------------------- |
| 神仙谷事件 | 客家電視台 | 臺灣   | 2012年3月10日 每週六 13：00 |

## 演員陣容

### 主要演員
| 演員   | 角色   | 介紹 | 登場集數 |
| 張書偉 | 葉曉風 | 外號小風，客家研究所的學生。因發表了一篇有關日治時代客家人私藏軍事秘寶的論文，被教授以抄襲為由，慘遭退學。老家在神仙谷經營民宿，小時候曾碰巧目睹父親進行神祕的儀式，不能諒解的他，也因此跟父親漸行漸遠，為了解開心中的謎，而投入研究工作，想釋懷與父親的關係與對客家的認同。 | 全劇     |
| 許仁   | 許誌剛 | 外號阿剛，小風的研究所同學。跟小風可以說是互補個性。不是客家人的他，卻一口流利的客語，甚至比小風還瞭解客家文化。因安慰小風而跟隨他前往神仙谷渡假村打工，個性輕浮愛嘻鬧，看他整天笑嘻嘻的，好像什麼煩惱都上不了心。                                                           | 全劇     |
| 高靖榕 | 溫香君 | 泰雅族少女，是小風無血緣關係的妹妹，一直與父親(葉大河)住在神仙谷的山上。因為家裡的民宿面臨經營不善，而到新開幕的神仙谷渡假村打工，沒想到卻遇到殺人事件，她的身世也因此而漸漸明朗。                                                                                           | 全劇     |
| 鍾瑶   | 劉沛萱 | 渡假村開發集團的千金，在國外念醫學系。標準大小姐脾氣，驕縱蠻橫，常常耍任性，我行我素，但也是個敢愛敢恨的人，內心更是善良。從小在都市裡競爭壓力下長大，接觸到神仙谷的自然風光之後，慢慢填補起內心空虛的那一塊。因神仙谷意外事件，與小風暗生情愫。                             | 全劇     |

### 其他演員
| 演員   | 角色       | 介紹 | 登場集數 |
| 朱陸豪 | 劉聰桂     | 原為神仙谷當地地陪，在外地發展生意成功之後，打著回餽鄉民的口號，開發打造全新渡假村，希望能帶動神仙谷的經濟，以及提供當地居民就業機會。然而渡假村的資金來源似乎始終調度的不太順利，而且藏有內情。                                                                        | 全劇     |
| 羅北安 | 齊士箏     | 客家文化權威，也是小風研究所的教授。然而其實在10年前，齊教授就曾組成探寶隊來到神仙谷，這次小風的論文內容提出了他之前沒想過的論點，為了避免論文發表，齊教授聯合其他教授的力量，將小風退學。逼他回到故鄉，想藉由小風的聰明及當地人的優勢，奪得密寶。                      | 全劇     |
| 陸明君 | 長谷川千代 | 政商關係良好的名媛貴婦，名下擁有好幾家渡假飯店以及百貨公司。然而總有傳言當初他是靠殺害自己老公獲得遺產，而才有今天的成就，而這個傳言便是趙文嘉傳出，10年前還因為這樣與趙文嘉一起加入尋寶隊。                                                                            | 全劇     |
| 林孟瑾 | 娜娜       | 美豔寫真女星。出道時為了成名而與製作人上床，後來又因為被趙文嘉抓到把柄，而與他交往，這次受趙文嘉邀請來到渡假村試住，原本希望可以跟他談判分手並取回把柄，然而談判的並不順利。                                                                                            | 全劇     |
| 陳竹昇 | 趙文嘉     | 自由記者，平常靠賣政治家的誹聞照維生，樹敵眾多，因為他總是像吸血蟲一般緊咬著對方弱點不放。10年前也是尋寶隊的一員，雖然他已經不相信寶藏的存在 ，然而光是勒索10年前尋寶隊成員，發現意外的真相，就足以讓他過完下半輩子。於是他決定再回到神仙谷。                           | 全劇     |
| 羅思琦 | 葉大河     | 小風父親，妻子早逝，獨自一個將小風、阿香撫養長大。繼承父親的民宿生意而待在神仙谷。其實是神仙谷第四代守護者。 家族使命是守護神仙谷這塊仙境般的土地，以及藏於其中不為人知的秘寶而存在。由於一直沒讓小風知道家族使命，而且有些事也無法對小風啓齒，就慢慢地讓兩人關係冷淡。 | 全劇     |
| 徐灝翔 | 高經理     | | 全劇     |
| 程心祥 | 胡榮富     | 警察老胡 | 全劇     |
| 李辰翔 | 陳國正     | 菜鳥警察 | 全劇     |

### 客串演出
| 演員   | 角色         | 介紹       | 登場集數 |
| 林孟君 |              | 動畫原住民 | 1、3     |
| 林孟君 |              | 阿剛父親   | 4        |
| 黃紹毓 |              | 動畫漢人   | 1、3     |
| 黃紹毓 |              | 救援警察   | 4        |
| 李昌義 |              | 原住民長老 | 1        |
| 黎青嵐 | 蔣姓女記者   |            | 1        |
| 許宬偉 | 小李（聲音） |            | 1        |
| 許宬偉 |              | 日本軍人   | 3        |
| 吳育仁 | 小風（幼年） |            | 2、4     |
| 任可芩 | 阿香（幼年） |            | 2、4     |
| 周安慶 |              | 研究生     | 2        |
| 吳建緯 |              | 研究生     | 2        |
| 林豐祥 |              | 救援警察   | 4        |
| 龍育昇 |              | 救援警察   | 4        |
| 吳宥慶 | 阿剛（幼年） |            | 4        |
| 王子維 |              | 教授       | 4        |
| 吳文興 |              | 教授       | 4        |

## 電視劇歌曲
| 曲別   | 歌名     | 演唱者 | 作詞   | 作曲   |
| 片頭曲 | 一眨目   | 羅思容 | 羅思容 | 羅思容 |
| 片尾曲 | 生存狀態 | 曾雅君 | 曾雅君 | 曾雅君 |

## 重要場景
- 新北市汐止區新山夢湖
- 國立臺灣師範大學
- 新北市烏來區馥蘭朵烏來渡假酒店
- 桃園縣復興鄉角板山
- 苗栗縣南庄鄉神仙谷

## 製作團隊
- 製作人：王子維
- 統   籌：吳榛畛
- 製   片：許宬瑋
- 執行製片：孫傳昱
- 製片助理：吳建緯
- 場地經理：吳昆霖
- 編　劇：邱晧洲、陳依孝
- 導　演：邱晧洲
- 副   導：江宜家、黎青嵐
- 助   導：周安慶
- 場   記：吳品瑩
- 戲劇指導：陳竹昇
- 客語指導：黃亦妗
- 攝   影：車亮逸(Randy Che)
- 燈   光：陳志軒
- 製作公司：大砌創媒有限公司
- 贊助單位：新北市政府烏來馥蘭朵渡假中心

## 節目獎項
| 第47屆金鐘獎 |        |      |
| 獎項         | 受獎者 | 結果 |
| 燈光獎       | 陳志軒 | 提名 |

## 外部連結
- 《神仙谷事件》官方Facebook
- 《神仙谷事件》官方網站 （页面存档备份，存于）

## 作品的變遷
| 客家電視台 【客家電視電影院】週六 22:30 | 客家電視台 【客家電視電影院】週六 22:30 | 客家電視台 【客家電視電影院】週六 22:30 |
| --------------------------------------- | --------------------------------------- | --------------------------------------- |
|                                         | 神仙谷事件 （2012.03.03-2012.03.24）    |                                         |
| 討海人 （2012.02.18-2012.02.25）        | -                                       |                                         |

| 客家電視台 週六 22:30 - 00:00 | 客家電視台 週六 22:30 - 00:00          | 客家電視台 週六 22:30 - 00:00 |
| ----------------------------- | -------------------------------------- | ----------------------------- |
|                               | 神仙谷事件 （2012.10.13 - 2012.11.03） |                               |
| 交錯 （2012.10.06）           | 未定 （2012.11.10 - 2013.）            |                               |